# 103rd Street/Watts Towers (métro de Los Angeles)
103rd Street/Watts Towers est une station du métro de Los Angeles desservie par les rames de la ligne A et située dans le quartier angelin de Watts.

## Localisation
Station du métro de Los Angeles en surface, 103rd Street/Watts Towers est située sur la ligne A qui relie le centre-ville de Los Angeles à Long Beach.

## Histoire
103rd Street/Watts Towers est mise en service le 14 juillet 1990 lors de l'ouverture de la première ligne de métro.
Comme sur l'ensemble de la ligne A, le nombre de suicides est plus important que sur le reste du réseau métropolitain. Par exemple, en 2013, au moins trois tentatives de suicide dans cette station auraient été évitées.

## Service

### Accueil

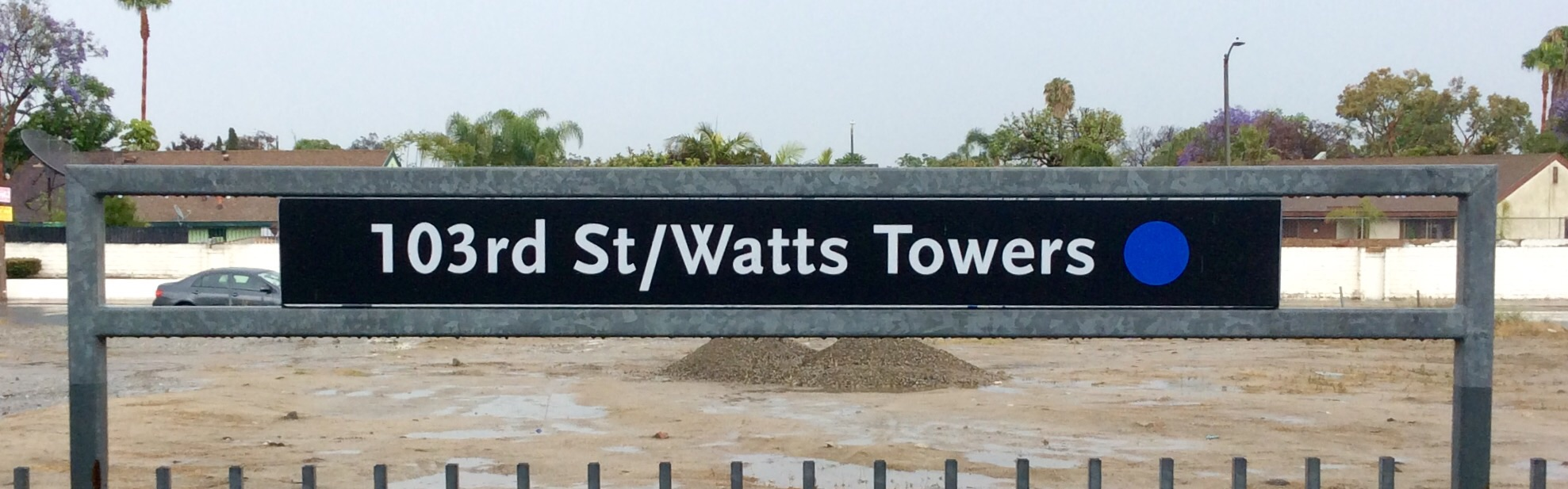
Signalétique.

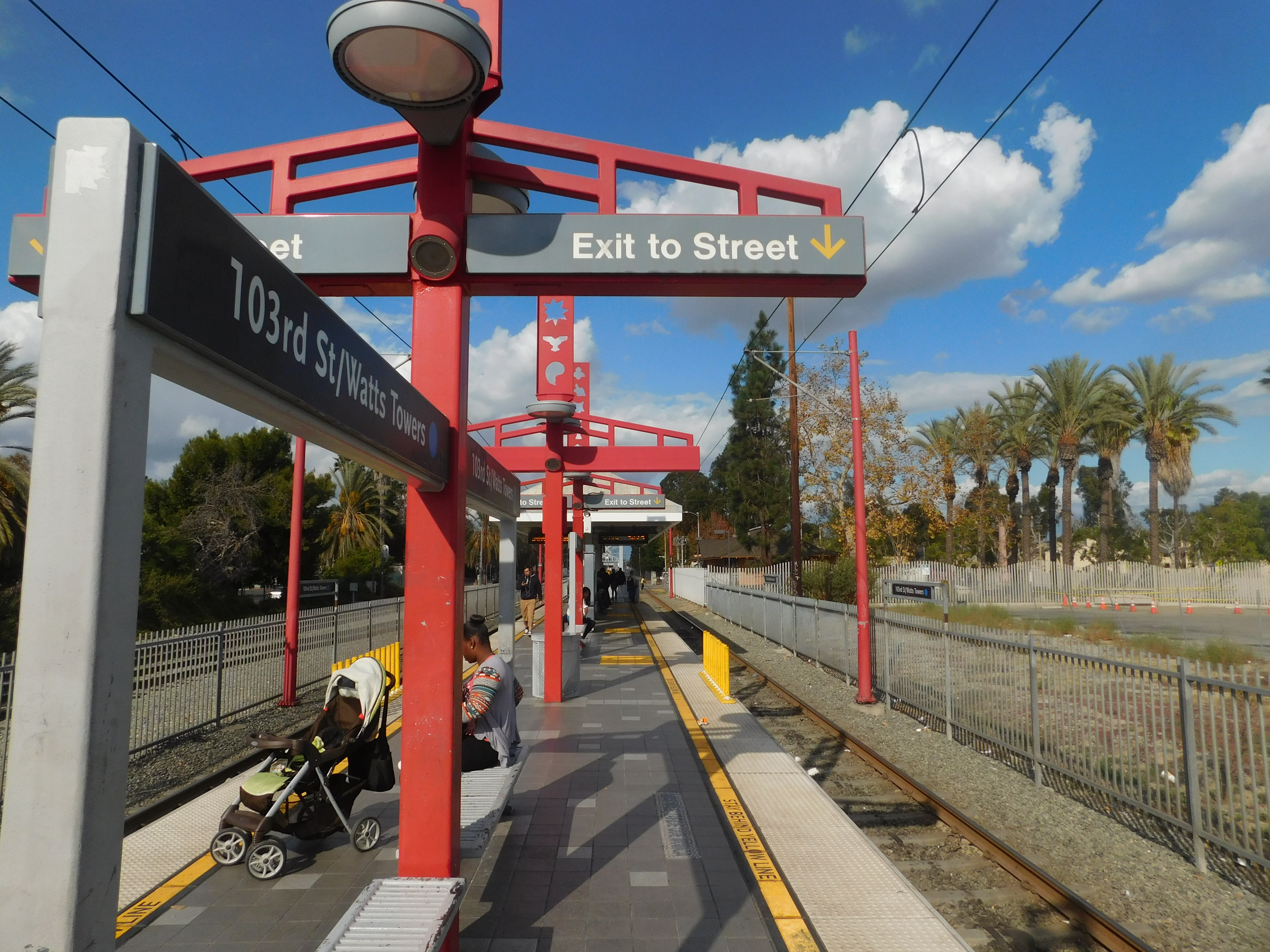
Vue du quai central.
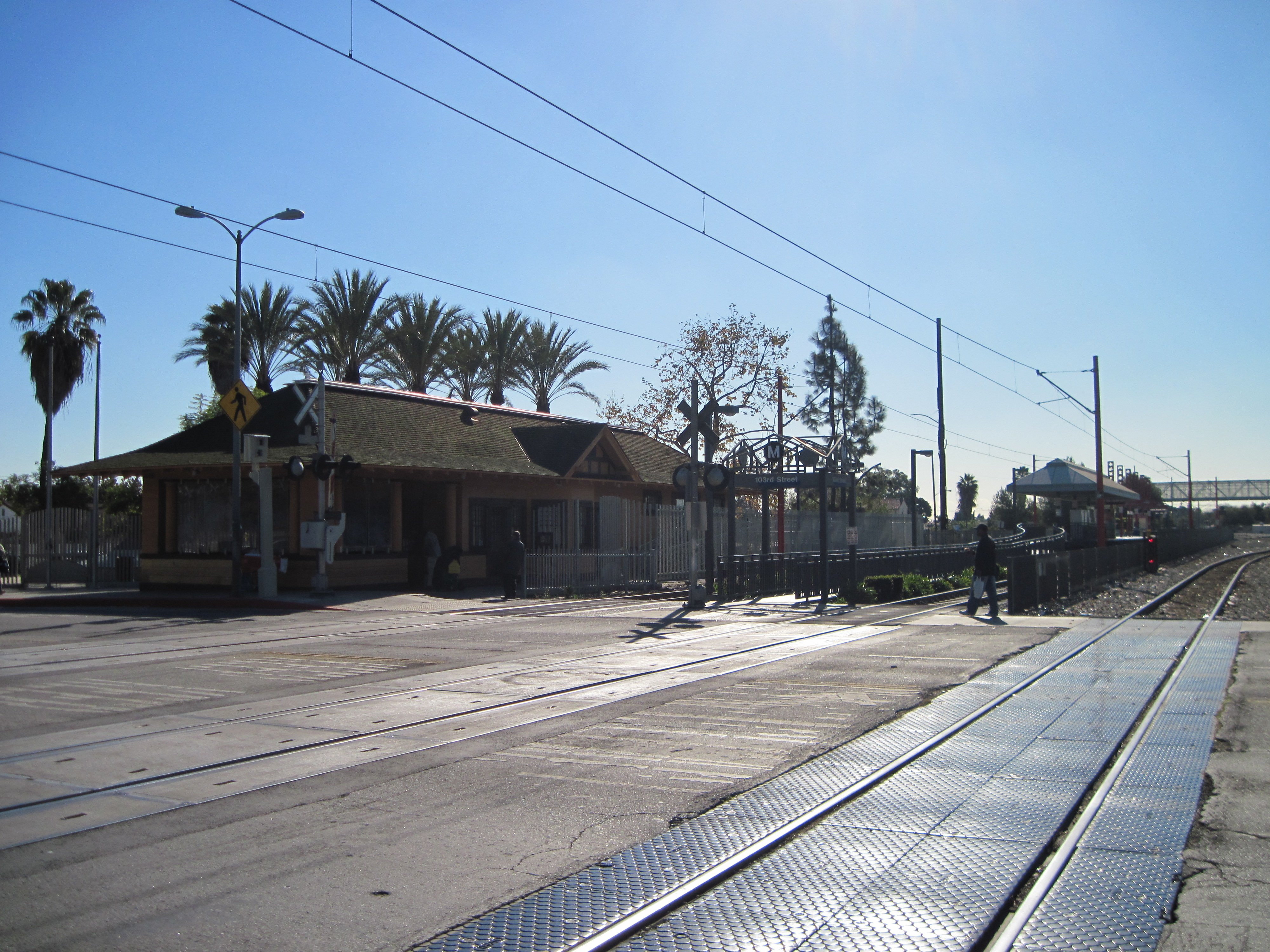
Vue de loin.

### Desserte
103rd Street/Watts Towers est desservie par les rames de la ligne A du métro. Des trains circulent de 5 heures du matin environ jusqu'à 1 heure le jour suivant.

### Intermodalité
La station dessert notamment les Watts Towers, mais se situe également à proximité de la Verbum Dei High School (en) et de la Jordan High School (en).
Les lignes d'autobus 117, 254 et 612 de Metro ainsi que le DASH Watts assuré par le LADOT constituent les principales correspondances possibles,.

## Architecture et œuvres d'art
La station exhibe une œuvre d'art public créée en 1994 par l'artiste Roberto Salas, originaire de San Diego. Celle-ci consiste en plusieurs « totems » surmontant les poteaux d'affichage de la station, afin de rendre hommage aux « Red Cars » opérés par le Pacific Electric Railway qui desservaient le quartier par le passé,.
De plus, plusieurs inscriptions ou proverbes ayant pour thème le temps sont visibles à divers endroits de la station, comme une citation, visible au sol, proche de la ligne de sécurité du quai et des surfaces podotactiles, affichant : « You may delay but time will not ».